# Woseriner See
Der Woseriner See ist stark gegliederter See in Mecklenburg-Vorpommern. Durch eine Insel wird er in drei tiefe Becken unterteilt.

## Lage

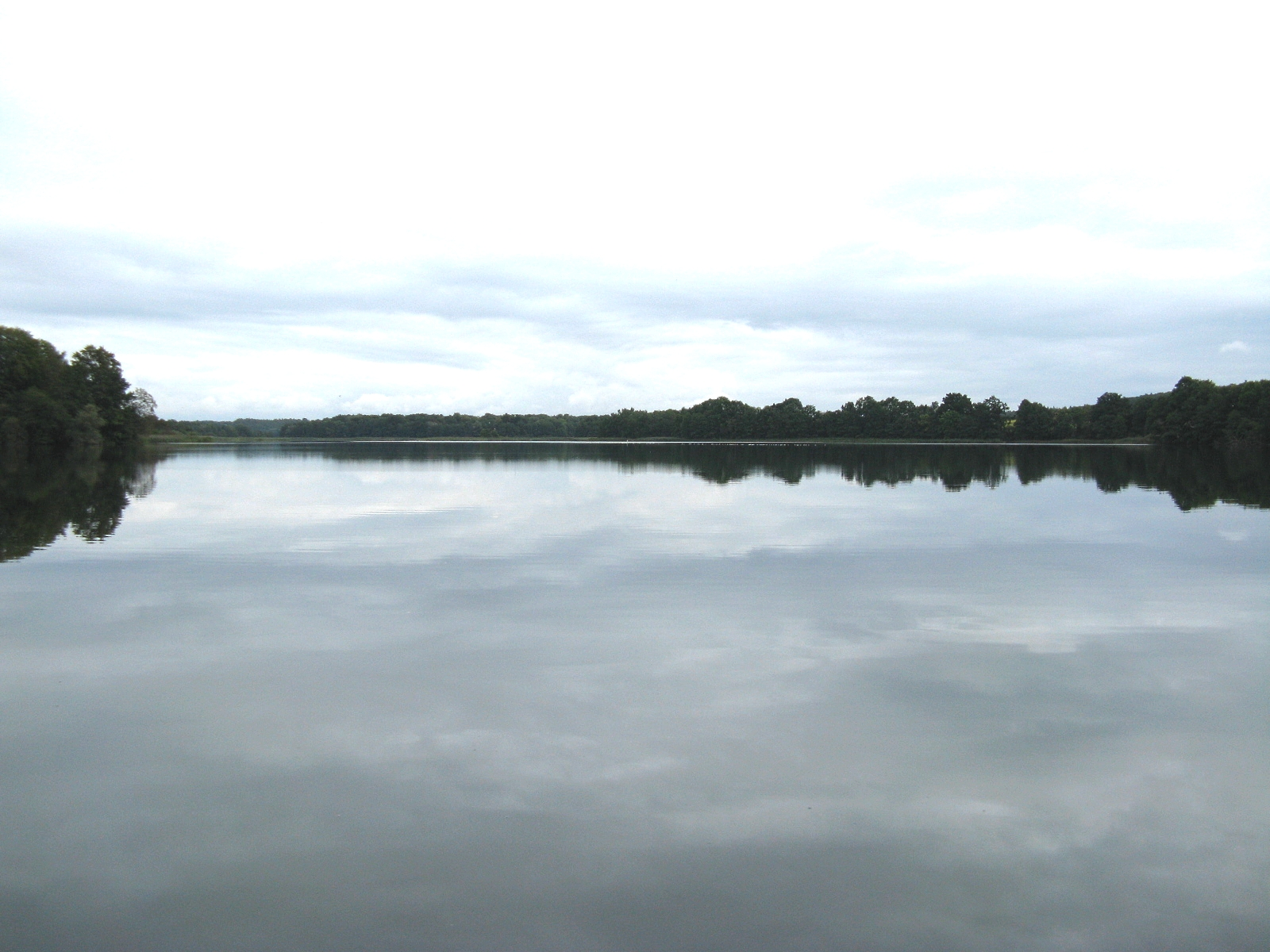
Ansicht vom Woseriner Ufer

Der See liegt in der Sternberger Seenlandschaft etwa 13 Kilometer südöstlich von Sternberg und acht Kilometer nördlich von Goldberg auf dem Gemeindegebiet von Borkow im Landkreis Ludwigslust-Parchim. Der namensgebende Ort Woserin befindet sich am Westufer des Sees. Das Seegebiet grenzt am Südufer an das Gemeindegebiet Dobbertin und im Osten an das Gemeindegebiet Lohmen im Landkreis Rostock. Südlich des Sees verläuft die Bundesstraße 192.
Das Gewässer liegt in einer reizvollen, naturbelassenen Landschaft im Landschaftsschutzgebiet „Mittleres Mildenitztal“. Seinen Hauptzufluss erhält der See über die Bresenitz aus dem nordöstlich gelegenen Garder See. Diese Wasserverbindung entstand durch einen künstlichen Durchstich des Geländes. Die Bezeichnung Garder Mühle der wenig bebauten Siedlung an der Verbindung weist auf den Betrieb einer Wassermühle von 1263 bis 1828 hin. Die Bresenitz verlässt den See im Süden in Richtung Mildenitz, die über die Warnow in Richtung Ostsee entwässert.

## Geschichte
Der Name Wozerin ist slawisch, bedeutet Brandort und wurde 1234 als Woserin erstmals urkundlich erwähnt. Die drei Teile des Woseriner Sees, der Hof-, Mühlen- und Holzsee, erhielten ihre Namen durch die unterschiedliche Nutzung. Während der Mühlensee seinen Namen durch die einst am Nordrand stehende Garder Mühle bekam, war für den Hofsee die Lage des Gutshofes in Woserin entscheidend. Vom Holzsee wurden nach dem Holzeinschlag die Stämme über den See zur Mildenitz geflößt. Das Hohe Holtz ist heute als Naturschutzgebiet Kläden ausgewiesen.
Bei der Erweiterung des Grundbesitzes des Klosters Dobbertin wurden 1237 der Bach Bresenitze (Bresenitz) und der halbe Teil des Sees Wozerin (Woserin) als nördliche Grenze genannt.
Nach Streitigkeiten der Cramons um die Besitzungen in Borkow und Woserin musste 1530 sogar der Mecklenburger Herzog Heinrich zwischen Claus von Cramon und dem Kloster Dobbertin um die Fischrechte auf dem Woseriner See schlichten. Man einigte sich: von Cramons erhielten den Hofsee und das Kloster Dobbertin den Mühlensee. Der Holzsee wurde in drei gleiche Teile aufgeteilt, von denen von Cramon ein Drittel erhielt. Die anderen beiden Drittel gingen an das Kloster Dobbertin. 1554 bis 1555 klagte Claus von Cramon zu Woserin gegen das Kloster Dobbertin wegen des Woseriner Sees und der Mildenitz.
1581 gab es weitere Prozesse zwischen den von Cramons und dem Kloster Dobbertin vor dem Reichskammergericht.

## Seebeschreibung
Der See ist maximal 2,9 Kilometer lang und 1,2 Kilometer breit und ist nach der Entstehung ein Toteissee. Das Gewässer ist stark gegliedert und verfügt über mehrere markante Buchten und eine 18 Hektar große bewaldete Insel in der Mitte des Sees. Die Fläche beträgt mit Insel 2,35 km². Das oberirdische Einzugsgebiet ist 75,8 km² groß. Der Wasserspiegel des Sees liegt 37,2 bis 37,3 m ü. NHN. Durch die genannte Insel, der im Norden eine weitere kleine Insel vorgelagert ist, werden drei Becken abgetrennt, die Hofsee (bei Woserin), Holzsee (im Süden) und Mühlensee (im Nordosten) genannt werden.
| See       | Fläche   | Volumen       | max. Tiefe | mittlere Tiefe |
| --------- | -------- | ------------- | ---------- | -------------- |
| Holzsee   | 0,90 km² | 9,90 Mio. m³  | 37,5 m     | 11,0 m         |
| Mühlensee | 0,59 km² | 3,86 Mio. m³  | 15,5 m     | 6,6 m          |
| Hofsee    | 0,68 km² | 5,91 Mio. m³  | 29,9 m     | 8,7 m          |
| gesamt    | 2,17 km² | 19,67 Mio. m³ |            | 9,1 m          |

Der See liegt in einer hügligen Endmoränenlandschaft, deren Höhen im Süden bis zu 88 m ü. NHN erreichen. Hier liegt auch das Naturschutzgebiet Kläden. Das Seeufer ist im Osten und Süden bewaldet und wird im Nordteil landwirtschaftlich genutzt. In den See ragen einige zum Teil benannte Halbinseln, so etwa Brinkwerder im Süden zwischen dem Hof- und dem Holzsee, Plummwerder direkt beim Ort Woserin in den Hofsee und Hasselwerder im Nordwesten zwischen Hof- und Mühlensee. Auf einer von Südwesten in den Holzsee ragenden Halbinsel finden sich Reste eines Burgwalls. Ältere Einwohner Woserins benannten das in der unmittelbaren Nähe befindliche Seeufer mit dem angrenzenden Wald auch „Borchwald“. Die phonetische Ähnlichkeit zu „Burgwall“ (Burgwall-Burchwall-Burchwald-Borchwald) lässt Rückschlüsse auf eine frühere Erwähnung zu, eine belastbare Quelle dafür existiert jedoch nicht.
Insbesondere in der Umgebung des Holzsees befinden sich mehrere kleine Seen.
1998 wurden der Holz- und der Hofsee nach dem Trophiesystem als mesotroph, der Mühlensee als schwach eutroph eingestuft.

## Nutzung
Bis in die 1990er Jahre wurde im Hofsee in Käfiganlagen Forellenzucht betrieben. Heute überwiegt 
die Erholungsnutzung, so existieren Angel-, Tauch- und Badegelegenheiten.

## Karten-Literatur
- Mecklenburg. Atlas des Bertram Christian von Hoinckhusen von 1700.[8]
- Wiebekingsche Karte von Mecklenburg 1786.
- Wirtschaftskarte Forstamt Dobbertin 1927/1928, 1935.
- Offizielle Rad- und Wanderkarte des Naturparks Nossentiner/Schwinzer Heide, 2010.

### Gedruckte Quellen
- Mecklenburgisches Urkundenbuch (MUB)

### Ungedruckte Quellen
- Landeshauptarchiv Schwerin
  - LHAS 1.5-4/3 Urkunden Kloster Dobbertin.